# Małgorzata Kalbarczyk
Małgorzata Kalbarczyk z domu Kalbarczyk – polska ekonomistka, doktor habilitowany nauk społecznych, profesor na Uniwersytecie Warszawskim.

## Kariera naukowa
W 2004 roku na Uniwersytecie Warszawskim uzyskała tytuł magistra informatyki i ekonometrii. W 2009 roku na Wydziale Nauk Ekonomicznych tej samej uczelni uzyskała stopień doktora nauk ekonomicznych na podstawie rozprawy pt. Transfery prywatne w budżetach gospodarstw domowych, której promotorem był Marian Wiśniewski. W tym samym roku została zatrudniona na tejże uczelni, a w 2020 roku uzyskała na niej stopień doktora habilitowanego nauk społecznych na podstawie pracy pt. Starzenie się populacji – świadczenie opieki długoterminowej i jej koszty.